# Microscopia a luce polarizzata

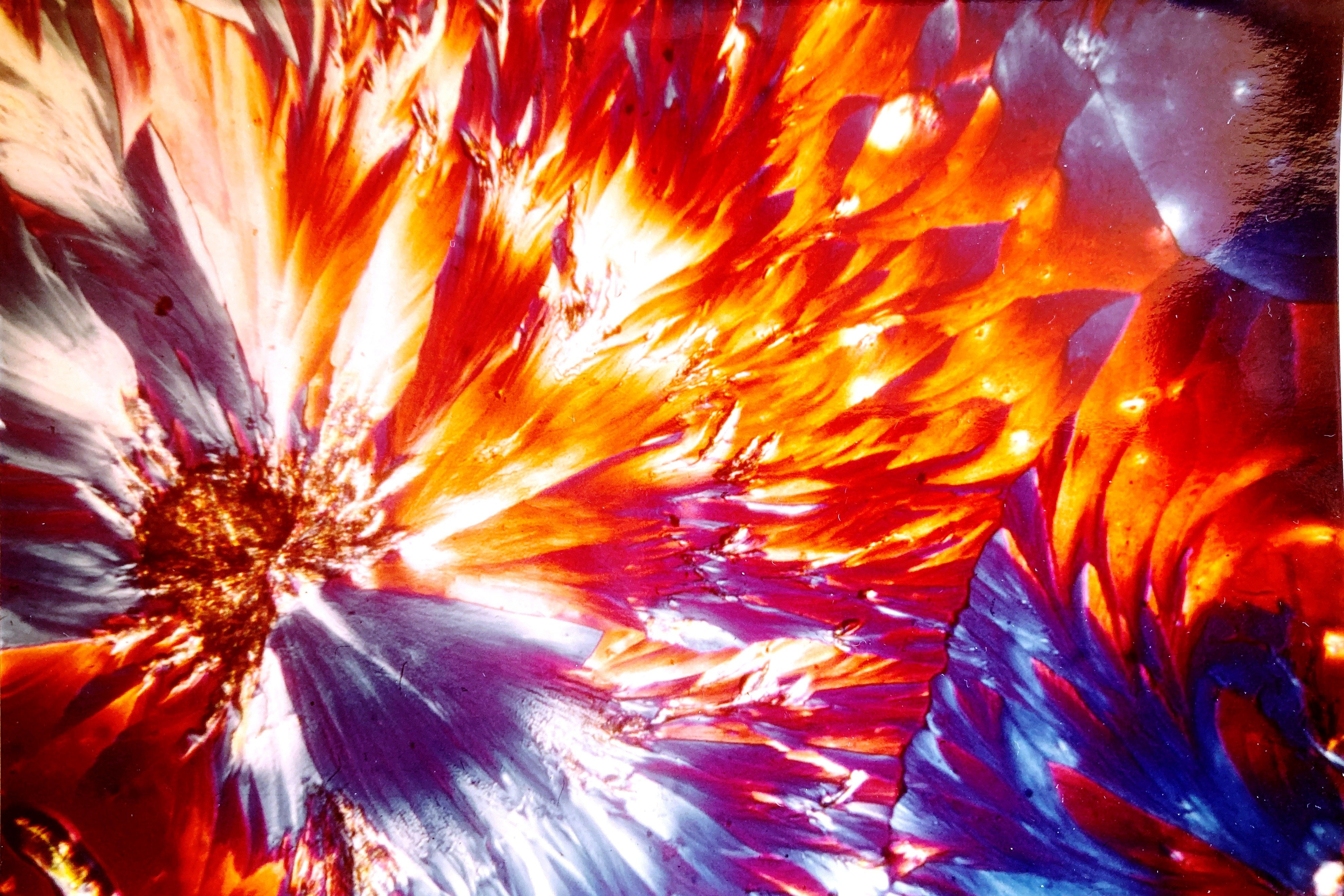
L'acido acetilsalicilico visto con microscopia a luce polarizzata

Per microscopia a luce polarizzata si possono intendere via tecniche di microscopia ottica che coinvolgono la luce polarizzata. Le tecniche semplici includono l'illuminazione del campione con luce polarizzata. Opzionalmente la luce trasmessa direttamente può essere bloccata con un polarizzatore orientato a 90 gradi rispetto all'illuminazione. Tecniche di microscopia più complesse includono la microscopia a contrasto di interferenza differenziale e la microscopia a riflessione di interferenza . Gli scienziati utilizzano spesso un dispositivo chiamato piastra polarizzante per convertire la luce naturale in luce polarizzata.
Queste tecniche di illuminazione sono più comunemente utilizzate su campioni birifrangenti in cui la luce polarizzata interagisce fortemente con il campione generando così contrasto con lo sfondo. La microscopia a luce polarizzata è ampiamente utilizzata nella mineralogia ottica.
Sebbene l'invenzione del microscopio polarizzatore sia generalmente attribuita a David Brewster intorno al 1815, Brewster riconosce chiaramente la paternità a Henry Fox Talbot, che pubblicò il suo lavoro nel 1834.